# Storkackerlackor
Storkackerlackor (Blattidae) är en familj av kackerlackor. Storkackerlackor ingår i ordningen kackerlackor, klassen egentliga insekter, fylumet leddjur och riket djur. Enligt Catalogue of Life omfattar familjen Blattidae 652 arter. 

## Dottertaxa till storkackerlackor, i alfabetisk ordning[1][2]
- Anamesia
- Angustonicus
- Apterisca
- Archiblatta
- Blatta
- Brinckella
- Cartoblatta
- Catara
- Celatoblatta
- Cosmozosteria
- Deropeltis
- Desmozosteria
- Dorylaea
- Drymaplaneta
- Duchailluia
- Eppertia
- Eroblatta
- Eumethana
- Eurycotis
- Euzosteria
- Hebardina
- Henicotyle
- Homalosilpha
- Lamproblatta
- Lamproglandifera
- Lauraesilpha
- Macrocerca
- Maoriblatta
- Megazosteria
- Melanozosteria
- Methana
- Mimosilpha
- Miostylopyga
- Neostylopyga
- Pallidionicus
- Pellucidonicus
- Pelmatosilpha
- Periplaneta
- Platyzosteria
- Polyzosteria
- Protagonista
- Pseudoderopeltis
- Pseudolampra
- Punctulonicus
- Rothisilpha
- Scabina
- Scabinopsis
- Shelfordella
- Temnelytra
- Thyrsocera
- Tryonicus
- Zonioploca